# Pierre Boulle
Pierre François Marie Louis Boulle (20. února 1912, Avignon, Francie – 30. ledna 1994, Paříž) byl francouzský spisovatel ovlivněný druhou světovou válkou; píšící válečné, špionážní a sci-fi romány.
Narodil se ve francouzském Avignonu. Vystudoval elektrotechniku a roku 1936 byl jako inženýr vyslán gumárenskou společností do Malajsie. Po vypuknutí druhé světové války vstoupil do francouzské armády v Indočíně a po obsazení Francie nacisty se připojil ke Francouzským svobodným vojskům. Sloužil jako tajný agent v Číně, Barmě a Indočíně. Roku 1943 byl na řece Mekong zajat francouzskými vichistickými oddíly a odveden na nucené práce. Roku 1944 se mu podařilo uprchnout, později byl vyznamenán válečným křížem. Po skončení války se vrátil ke kaučukovému průmyslu, ale po nějaké době se přestěhoval do Paříže, kde začal s psaním. Stal se významným spisovatelem, ve svých románech často využíval svých zkušeností z války. Jeho díla Most přes řeku Kwai a Planeta opic byla zfilmována.
Pierre Boulle zemřel v Paříži.

## Dílo
výběr
- William Conrad
- Most přes řeku Kwai, 1952; za scénář získal Pierre Boulle v roce 1958 Oscara
- Dokonalý robot
- Kdo s koho, Satane?
- Planeta opic, 1963
- Tvář
- Absurdní povídky, 1953
- Zkouška dospělosti
- Řemeslo urozených
- Fotograf, 1967